# Vrouwenurinoir

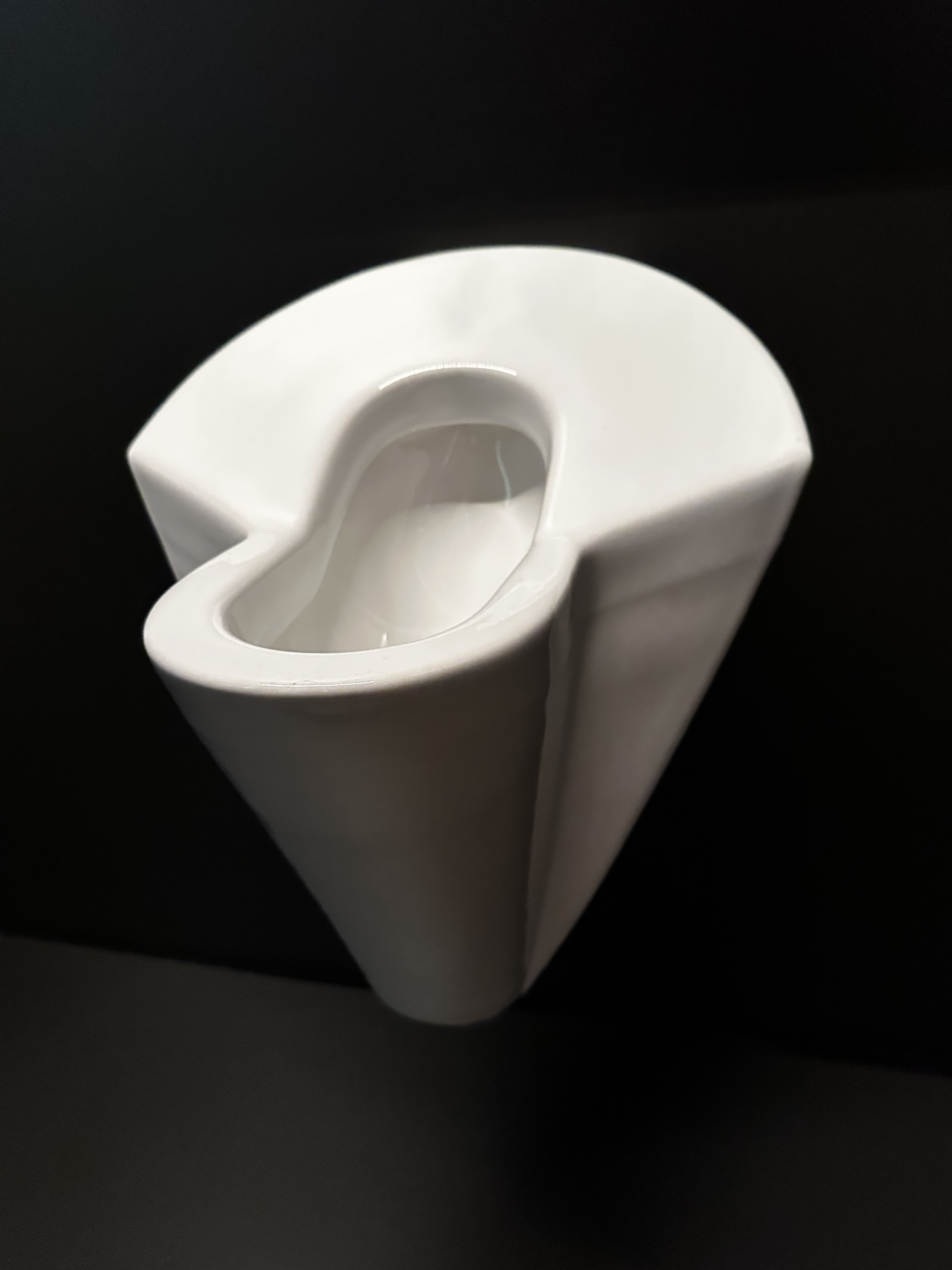
Ontwerp Lady P

Een vrouwenurinoir is een urinoir dat ergonomisch is afgestemd op vrouwen. Vrouwen dienen dit soort urinoirs in skihouding te gebruiken met de toiletmuur aan de rugzijde. Tot op heden worden ze zelden toegepast.

## Geschiedenis

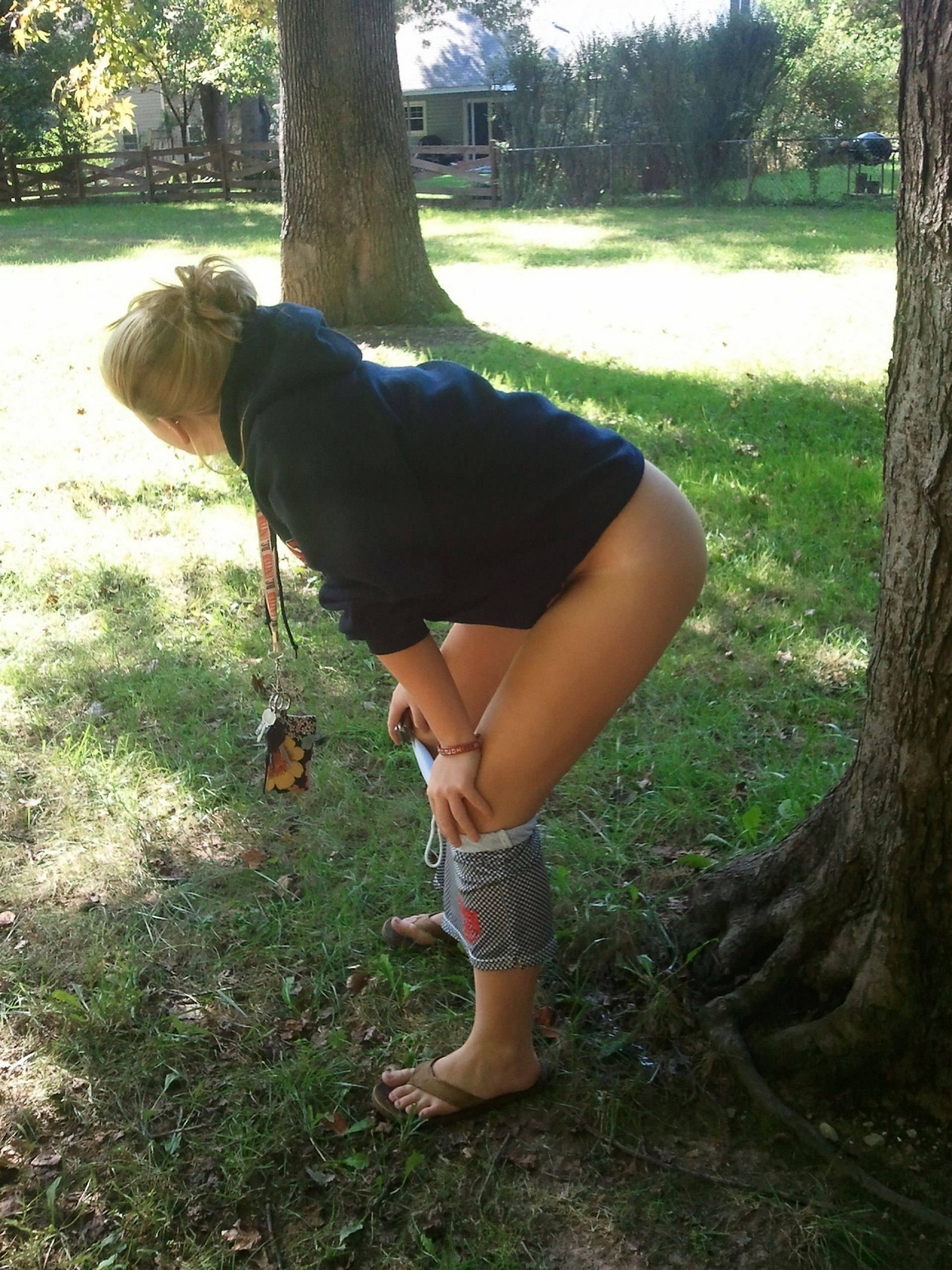
Vrouw plassend in skihouding

De eerste vrouwenurinoirs werden eind 19e eeuw als 'urinettes' ontwikkeld in Londen. Latere pogingen werden in 1930 ondernomen  door Royal Doulton en door American Standard in 1950. Het vrouwenurinoir is een poging om de duur van het toiletbezoek te verkorten en lange wachtrijen te voorkomen. Daarnaast is bij een juist ontwerp geen contact met het sanitair nodig dat vrouwen bij voorkeur vermijden.
Een van de eerste commerciële vrouwenurinoirs was de She-inal, een buissysteem dat in een reeds bestaand urinoir aangesloten kan worden. De 'trechter' waarin moet worden geplast is voorzien van een biologisch afbreekbaar papiertje, zodat rechtstreeks contact met de She-inal wordt vermeden. Dit vrouwenurinoir werd in 1993 uitgetest. Ongeveer de helft van de vrouwen prefereerde het ouderwetse toilet, de rest was overtuigd van de voordelen van de She-inal: er zijn geen lange rijen wachtenden meer, het is makkelijk te gebruiken en omdat het slechts één derde van de normale waterhoeveelheid gebruikt, is het milieuvriendelijk.
De Nederlandse industrieel ontwerper Marian Loth ontwierp in 1998 als afstudeerproject een model genaamd Lady P. Het model werd in productie genomen door De Sphinx en geïnstalleerd op onder meer Luchthaven Schiphol, de luchthaven van Dortmund, discotheek You II in Amsterdam en de faculteit civiele techniek van de TU Delft.  Ook werd een exemplaar geïnstalleerd in een bar in Soho in Londen en een Duitse discotheek. Er werden een paar honderd geproduceerd. Op de meeste plekken is het urinoir weer verdwenen. Dat was mogelijk te wijten aan het feit dat de erbij ontworpen schuine schaamschotten niet in productie werden genomen. Bij de TU Delft was gekozen voor een klapdeur met een kijkgat om te kunnen zien of deze in gebruik is.
In 2003 kwam het sanitairmerk Catalano met Girly op de markt, ontworpen door Matteo Thun.
In 2011 werd in Denemarken de Pollee ontworpen, een mobiel vrouwenurinoir. Het werd geïntroduceerd tijdens het Roskilde Festival.
In 2016 kwam er een verzinkbaar urinoir met afsluitbaar vrouwengedeelte op de Dam in Amsterdam, dat alleen 's nachts kan worden gebruikt.

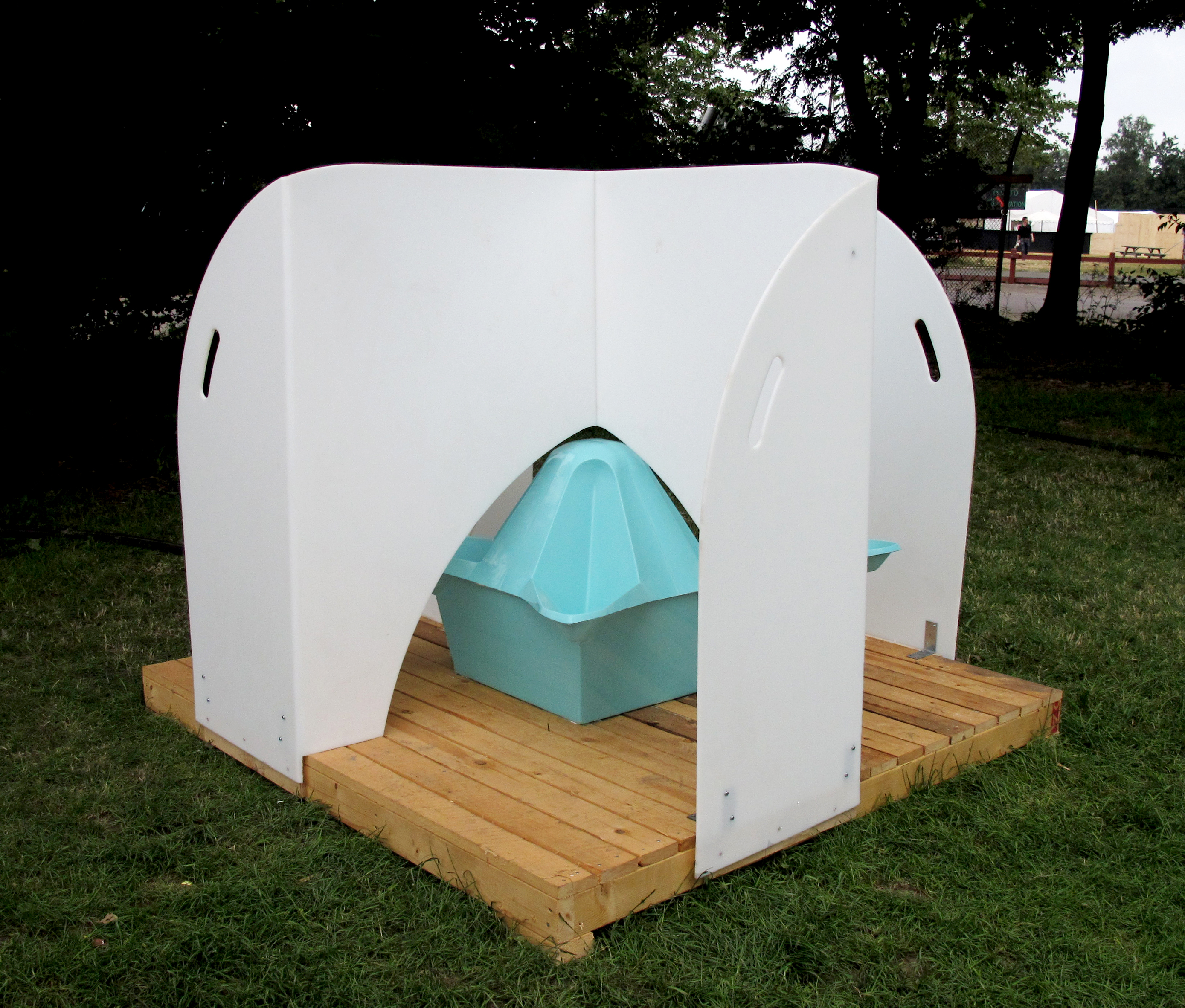
De Pollee op een muziekfestival voorzien van vier vrouwenurinoirs
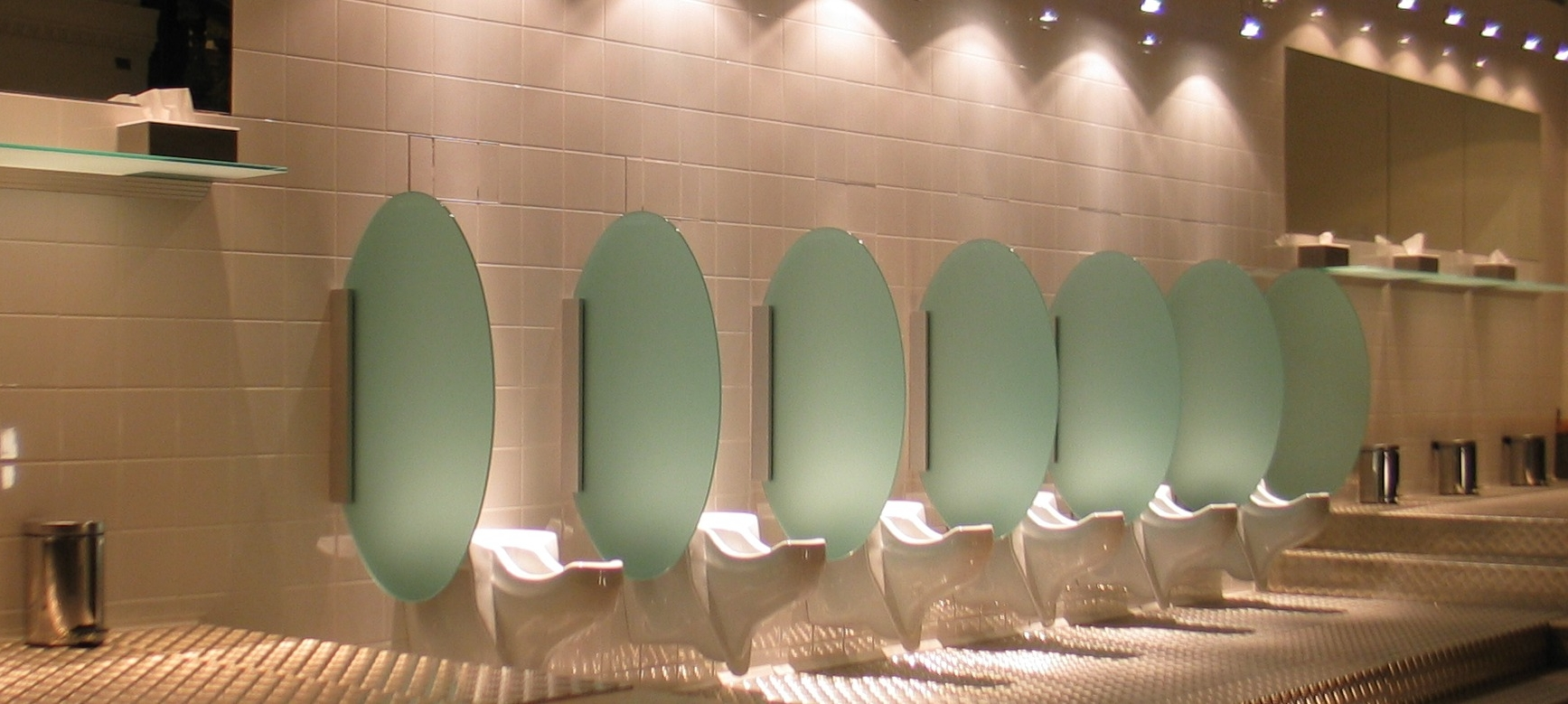
Ontwerp Lady Loo van GBH, in de expositie Rundlederwelten in Berljn, 2006
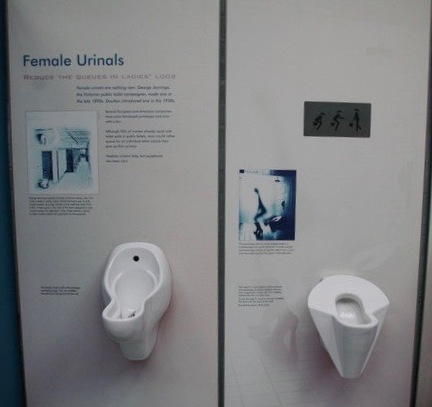
Twee ontwerpen waaronder de Lady P
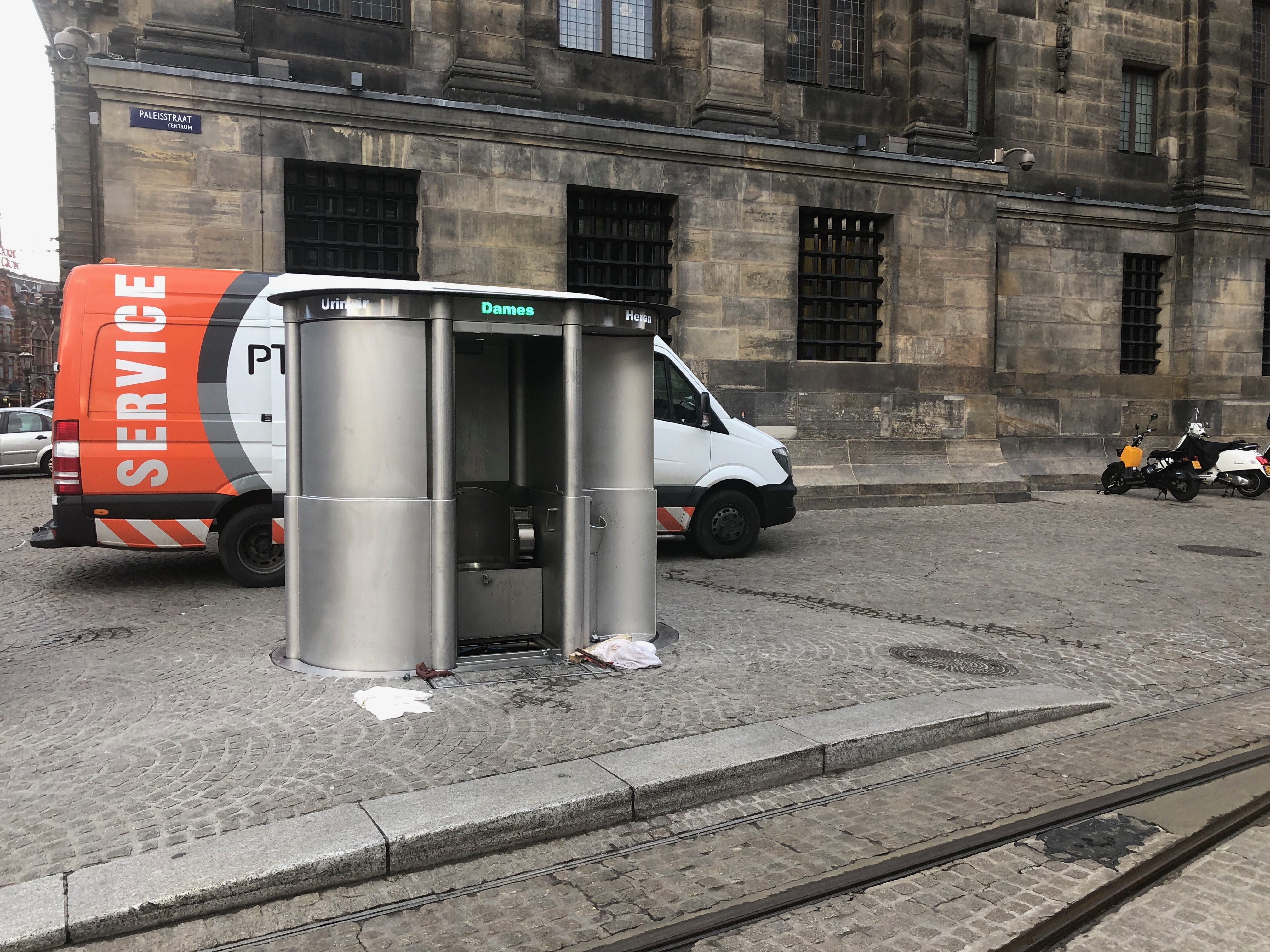
Urinoir bij het Paleis op de Dam met vrouwengedeelte
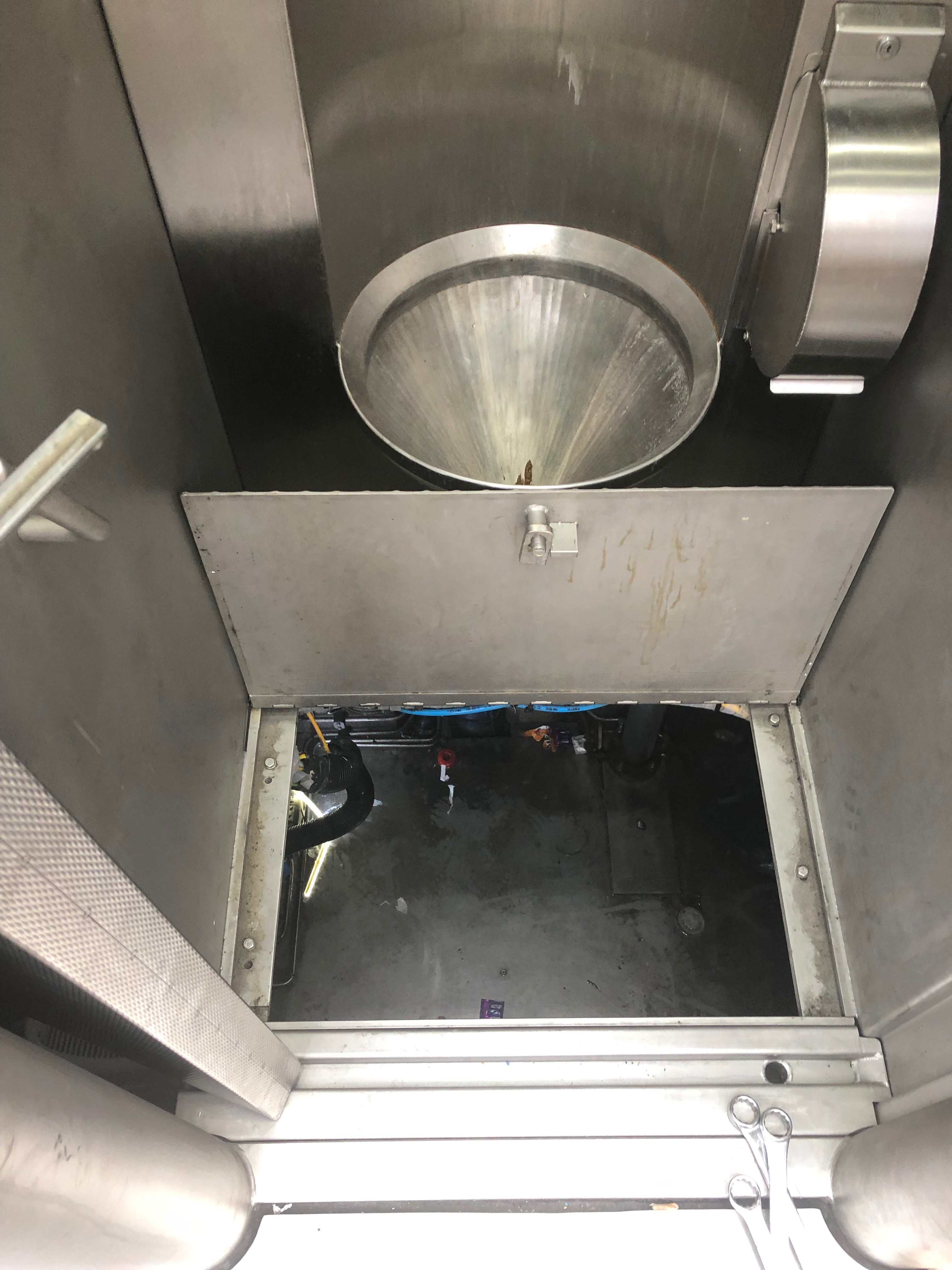
Detail vrouwenurinoir met opengezet onderhoudsluik